# Битва под Битолой
Битва под Битолой (серб. Битољска битка) ― сражение во время Первой Балканской войны, произошедшее с 16 по 19 ноября 1912 года недалеко от города Битола, тогда Монастир. В нем сербская Первая армия разбила турецкую Вардарскую армию Зеки-паши и вынудила ее остатки отступить в Албанию. Победа положила конец османскому военному присутствию в Македонии.

## Ход сражения
После поражения у Прилепа турецкая Вардарская армия заняла оборонительные позиции вокруг Битолы: 6-й корпус (10 270 человек) — на левом фланге; 7-й корпус (не более 8 500 человек) — в центре, 5-й корпус (15 800 человек) — на правом фланге турецкого развертывания. Турецкая армия уступала в численности Первой сербской армии, насчитывавшей примерно 108 500 человек.
Османский боевой план заключался в том, чтобы удерживать оборонительные позиции силами, развернутыми на холмах непосредственно к северу от города, в центре и справа, а затем атаковать 6-м корпусом с высот у Облаково, северо-западнее города, в обход сербского правого фланга.
Бои начались утром 16 ноября с перестрелки артиллерии, затем сербская пехота начала атаку турецких позиций: часть сербских частей атаковала без артиллерийской поддержки, так как грязь и дождь мешали их подвозу из Прилепа. В течение двух дней труднопроходимая местность и огонь турецкой артиллерии не позволяли сербам развить свои атаки.
Вечером 17 ноября сербы переломили ход сражения, сумев занять высоты у Облаково. На следующий день прибытие тяжелой артиллерии позволило сербам уничтожить османские батареи и продвинуть вперед пехоту, которая прорвалась через левый фланг турецких позиций. Это привело к распаду османского фронта и беспорядочному отступлению. Сербы вошли в Битолу 19 ноября. С завоеванием города сербы могли осуществлять контроль запада Македонии, в том числе и символически значимого города Охрид. 

## Результаты
Одна часть отступивших турецких войск (около 15 000 человек) из 5-го корпуса во главе с Зели-пашой присоединилась к гарнизону Янины, способствуя его защите от греков; другая часть, 16 000 солдат из 6-го и 7-го корпусов, под командованием Фетхи-паши вошла в район Берата в Албании, чтобы помочь своим присутствием предотвратить вмешательство великих держав в албанские дела.
Победа под Битолой ознаменовала конец пятивекового османского владычества над Македонией. В сербском руководстве хотели продолжить наступление вниз по долине реки Вардар вплоть до Салоник, но воевода Радомир Путник отказался из-за угрозы войны с Австро-Венгрией, которая не потерпела бы сербское присутствие на Эгейском море. Кроме того, греки уже заняли Салоники и разрешили нескольким болгарским частям войти в город, и появление сербских войск обострило бы и без того непростую ситуацию.

Сербская артиллерия под Битолой

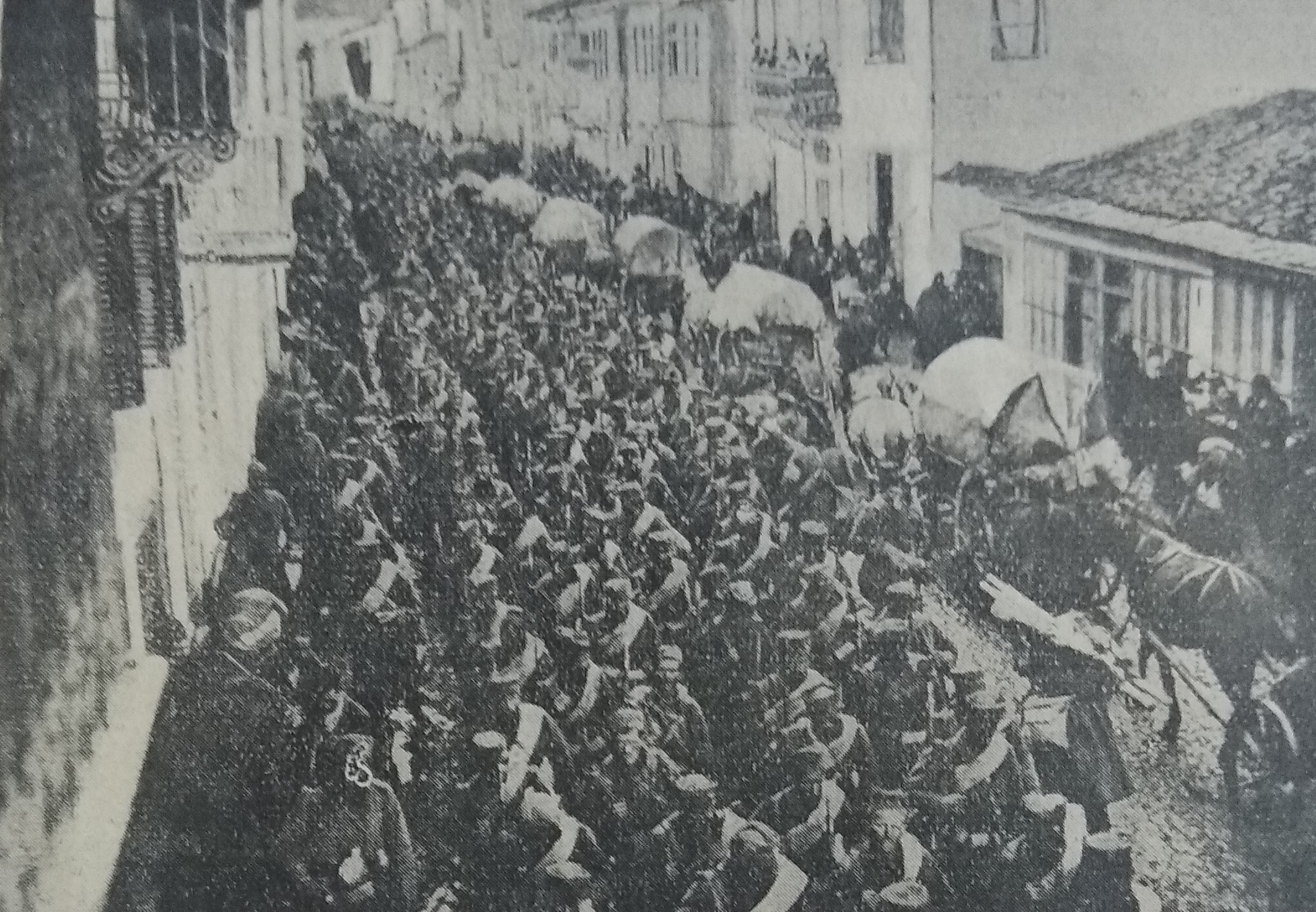
Сербские войска входят в Битолу